# Hockey Breganze nelle competizioni internazionali
Di seguito sono elencate le partite dell'Hockey Breganze nelle competizioni internazionali.

## Statistiche
| Competizione                                 | PAR | G  | V  | N | P  | F   | S   |
| -------------------------------------------- | --- | -- | -- | - | -- | --- | --- |
| Coppa CERS/WSE                               | 6   | 31 | 20 | 3 | 10 | 156 | 98  |
| Coppa dei Campioni/Champions League/Eurolega | 5   | 27 | 8  | 6 | 13 | 107 | 122 |
| Totale                                       | 11  | 58 | 28 | 9 | 23 | 263 | 220 |

Legenda:
- PAR = partecipazioni alla competizione
- G = partite giocate
- V = vittorie
- N = pareggi
- P = sconfitte
- F = Goal segnati
- S = Goal subiti

## Coppa CERS/WSE
2004-2005 
| Turno            | Partita               | Risultato |
| ---------------- | --------------------- | --------- |
| Primo turno      | Breganze - Diessbach  | 9 - 0     |
| Primo turno      | Diessbach - Breganze  | 3 - 0     |
| Ottavi di finale | Lleida - Breganze     | 3 - 3     |
| Ottavi di finale | Breganze - Lleida     | 5 - 3     |
| Quarti di finale | Bassano 54 - Breganze | 6 - 1     |
| Quarti di finale | Breganze - Bassano 54 | 1 - 6     |

 2007-2008 
| Turno       | Partita            | Risultato |
| ----------- | ------------------ | --------- |
| Primo turno | Breganze - Ginevra | 2 - 1     |
| Primo turno | Ginevra - Breganze | 4 - 1     |

 2008-2009 
| Turno            | Partita                    | Risultato |
| ---------------- | -------------------------- | --------- |
| Primo turno      | Breganze - Wimmis          | 3 - 0     |
| Primo turno      | Wimmis - Breganze          | 4 - 5     |
| Ottavi di finale | Breganze - SCRA Saint-Omer | 2 - 1     |
| Ottavi di finale | SCRA Saint-Omer - Breganze | 5 - 2     |

 2012-2013 
| Turno            | Partita            | Risultato |
| ---------------- | ------------------ | --------- |
| Primo turno      | Breganze - Wolfurt | 16 - 0    |
| Primo turno      | Wolfurt - Breganze | 2 - 13    |
| Ottavi di finale | Breganze - Blanes  | 3 - 3     |
| Ottavi di finale | Blanes - Breganze  | 3 - 4     |
| Quarti di finale | Breganze - Bassano | 1 - 3     |
| Quarti di finale | Bassano - Breganze | 2 - 1     |

 2013-2014 
| Turno            | Partita               | Risultato |
| ---------------- | --------------------- | --------- |
| Primo turno      | Breganze - Candelária | 6 - 2     |
| Primo turno      | Candelária - Breganze | 5 - 4     |
| Ottavi di finale | Barcelos - Breganze   | 3 - 5     |
| Ottavi di finale | Breganze - Barcelos   | 6 - 4     |
| Quarti di finale | Ginevra - Breganze    | 2 - 8     |
| Quarti di finale | Breganze - Ginevra    | 5 - 5     |
| Semifinale       | Breganze - Igualada   | 7 - 6     |
| Finale           | Breganze - Noia       | 3 - 4     |

 2017-2018 
| Turno            | Partita             | Risultato |
| ---------------- | ------------------- | --------- |
| Primo turno      | Nantes - Breganze   | 2 - 4     |
| Primo turno      | Breganze - Nantes   | 6 - 1     |
| Ottavi di finale | Breganze - Dornbirn | 9 - 2     |
| Ottavi di finale | Dornbirn - Breganze | 2 - 9     |
| Quarti di finale | Turquel - Breganze  | 4 - 5     |
| Quarti di finale | Breganze - Turquel  | 4 - 3     |
| Semifinale       | Breganze - Lleida   | 3 - 4     |

## Coppa dei Campioni/Champions League/Eurolega
1976-1977 
| Turno            | Partita                     | Risultato |
| ---------------- | --------------------------- | --------- |
| Primo turno      | Iserlohn - Laverda Breganze | 5 - 3     |
| Primo turno      | Laverda Breganze - Iserlohn | 12 - 5    |
| Quarti di finale | Voltregà - Laverda Breganze | 9 - 0     |
| Quarti di finale | Laverda Breganze - Voltregà | 5 - 5     |

 1979-1980 
| Turno       | Partita                    | Risultato |
| ----------- | -------------------------- | --------- |
| Primo turno | Laverda Breganze - Benfica | 0 - 2     |
| Primo turno | Benfica - Laverda Breganze | 1 - 2     |

 2014-2015 
| Turno            | Partita                    | Risultato |
| ---------------- | -------------------------- | --------- |
| Fase a gironi    | Valongo - Breganze         | 4 - 6     |
| Fase a gironi    | Breganze - Vic             | 3 - 3     |
| Fase a gironi    | Ginevra - Breganze         | 5 - 6     |
| Fase a gironi    | Breganze - Ginevra         | 7 - 2     |
| Fase a gironi    | Breganze - Valongo         | 5 - 3     |
| Fase a gironi    | Vic - Breganze             | 2 - 1     |
| Quarti di finale | Breganze - Forte dei Marmi | 5 - 2     |
| Quarti di finale | Forte dei Marmi - Breganze | 4 - 4     |
| Semifinale       | Barcellona - Breganze      | 5 - 1     |

 2015-2016 
| Turno         | Partita               | Risultato |
| ------------- | --------------------- | --------- |
| Fase a gironi | Barcellona - Breganze | 5 - 2     |
| Fase a gironi | Breganze - Porto      | 1 - 2     |
| Fase a gironi | Iserlohn - Breganze   | 6 - 6     |
| Fase a gironi | Breganze - Iserlohn   | 7 - 2     |
| Fase a gironi | Breganze - Barcellona | 4 - 6     |
| Fase a gironi | Porto - Breganze      | 13 - 4    |

 2016-2017 
| Turno         | Partita                    | Risultato |
| ------------- | -------------------------- | --------- |
| Fase a gironi | Liceo La Coruña - Breganze | 5 - 2     |
| Fase a gironi | Breganze - Oliveirense     | 3 - 4     |
| Fase a gironi | La Vendéenne - Breganze    | 6 - 6     |
| Fase a gironi | Breganze - La Vendéenne    | 4 - 4     |
| Fase a gironi | Breganze - Liceo La Coruña | 4 - 7     |
| Fase a gironi | Oliveirense - Breganze     | 5 - 4     |